# 鬼火 (1963年の映画)
『鬼火』（おにび、仏：Le Feu follet）は、 1963年公開のフランス映画。ルイ・マル監督、モーリス・ロネ主演。
ダダイスムの作家ジャック・リゴーの生涯に想を得たピエール・ドリュ＝ラ＝ロシェルの小説 Le Feu follet （邦訳：『ゆらめく炎』）を、マルが脚本化した。
エリック・サティの印象的な旋律を背景に、アルコール依存症の男が自殺に至るまでの48時間を、抑制の効いたモノクロームの画面で描く。
1963年のヴェネツィア国際映画祭において審査員特別賞、ならびにイタリア批評家賞を受賞。

## スタッフ
- 監督 - ルイ・マル
- 原作 - ピエール・ドリュ＝ラ＝ロシェル
- 脚本 - ルイ・マル
- 撮影 - ギスラン・クロケ
- 音楽 - エリック・サティ

## キャスト
- モーリス・ロネ
- ベルナール・ノエル
- ジャンヌ・モロー
- アレクサンドラ・スチュワルト